# Mettlach
Mettlach é um município da Alemanha localizado no distrito de Merzig-Wadern, estado do Sarre. Localiza-se a aproximadamente 7 kms a noroeste de Merzig, e a 30 a sul de Trier.